# آيت شطاين (آيت وودي)
آيت شطاين هو دُوَّار يقع بجماعة تاكزيرت، إقليم بني ملال، جهة بني ملال خنيفرة في المملكة المغربية. ينتمي الدوّار لمشيخة آيت وودي التي تضم 3 دواوير. يقدر عدد سكانه بـ 1832 نسمة حسب الإحصاء الرسمي للسكان والسكنى لسنة 2004.

## وصلات خارجية
- البوابة الوطنية للجماعات الترابية
- المندوبية السامية للتخطيط